# Caitlin FitzGerald
Caitlin FitzGerald (Camden, 25 agosto 1983) è un'attrice statunitense.

## Biografia
Caitlin FitzGerald nasce nel Maine, ha tre fratelli, i suoi genitori sono divorziati e ha cominciato a recitare in teatro a otto anni. Ha fatto anche la modella. Si trasferisce a New York per frequentare l'Università di New York e durante gli studi trova un agente. Finito il college, comincia a ottenere qualche piccola parte; quando il suo agente la lascia, va in California per interpretare Giulietta in una produzione regionale.
È qui che le viene data la possibilità di fare un'audizione per il film di Ang Lee Motel Woodstock; grazie a questo ruolo, alcuni mesi dopo ottiene una parte in È complicato con Meryl Streep. Nel 2011, dopo due ruoli da guest star in altrettante serie televisive l'anno precedente, entra in tre episodi della quarta stagione di Gossip Girl e prende parte ai film Damsels in Distress e Newlyweds. Nel 2012 è la protagonista del film Like the Water, del quale è anche sceneggiatrice, e nella commedia Mutual Friends, mentre nel 2013 ha un ruolo principale nella serie televisiva Masters of Sex.

## Vita privata
Nel 2017 Caitlin FitzGerald ha incontrato l'attore Aidan Turner. La coppia si è sposata nell'agosto 2020 e la FitzGerald ha dato alla luce il loro bambino nel gennaio 2022.

## Filmografia

### Cinema
- A Jersey Christmas, regia di James Villemaire (2008)
- Moving Pictures, regia di Caitlin McEvan (2009)
- Motel Woodstock (Taking Woodstock), regia di Ang Lee (2009)
- My Last Day with You, regia di Jeff Feldman (2009)
- Love Simple, regia di Mark von Sternberg (2009)
- È complicato (It's Complicated), regia di Nancy Meyers (2009)
- Dirty Movie, regia di Jerry Daigle e Christopher Meloni (2011)
- Damsels in Distress - Ragazze allo sbando (Damsels in Distress), regia di Whit Stillman (2011)
- Newlyweds, regia di Edward Burns (2011)
- The Fitzgerald Family Christmas, regia di Edward Burns (2012)
- Like the Water, regia di Caroline von Kuhn (2012)
- Mutual Friends, regia di Matthew Watts (2013)
- Adult Beginners, regia di Ross Katz (2014)
- Manhattan Romance, regia di Tom O'Brien (2015)
- Always Shine, regia di Sophia Takal (2016)
- Mercy, regia di Chris Sparling (2016)
- This Is Your Death, regia di Giancarlo Esposito (2017)
- Quando arriva l'amore (All I Wish), regia di Susan Walter (2017)
- L'uomo che uccise Hitler e poi il Bigfoot (The Man Who Killed Hitler and Then the Bigfoot), regia di Robert D. Krzykowski (2018)
- Il processo ai Chicago 7 (The Trial of the Chicago 7), regia di Aaron Sorkin (2020)

### Televisione
- Law & Order - Unità vittime speciali (Law & Order: Special Victims Unit) – serie TV, episodio 10x07 (2008)
- Mercy – serie TV, episodio 1x03 (2009)
- How to Make It in America – serie TV, episodio 1x03 (2010)
- Blue Bloods – serie TV, episodio 1x10 (2010)
- Gossip Girl – serie TV, episodi 4x13-4x14-4x18 (2011)
- Masters of Sex – serie TV, 43 episodi (2013-2016)
- The Walker – serie TV, episodi 1x04-1x05 (2015)
- New Girl – serie tv, episodio 5x20 (2015)
- Rectify – serie TV, 7 episodi (2016)
- Code Black – serie TV, episodi 2x15-2x16 (2016)
- Unreal – serie TV, 10 episodi (2018)
- Sweetbitter – serie TV, 13 episodi (2018-2019)
- Succession – serie TV, 8 episodi (2018-2019)
- Inventing Anna  – serie TV (2022)
- L'estate dei segreti perduti (We Were Liars) – serie TV, 8 episodi (2025)

## Doppiatrici italiane
Nelle versioni in italiano delle opere in cui ha recitato, Caitlin Fitzgerald è stata doppiata da:
- Valentina Mari in Masters of Sex, Mercy, Code Black
- Emanuela Damasio in Gossip Girl, Il processo ai Chicago 7
- Francesca Manicone in Inventing Anna, L'estate dei segreti perduti
- Benedetta Ponticelli in Damsels in Distress - Ragazze allo sbando
- Perla Liberatori in Law & Order - Unità vittime speciali
- Mariagrazia Cerullo in Quando arriva l’amore
- Myriam Catania in È complicato
- Eleonora Reti in Blue Bloods
- Elisa Giorgio in L'uomo che uccise Hitler e poi il Bigfoot
- Giulia Franceschetti in Succession